# Gyulaháza
Gyulaháza is een plaats (község) en gemeente in het Hongaarse comitaat Szabolcs-Szatmár-Bereg. Gyulaháza telt 2082 inwoners (2001).

## Geboren
- Bertalan Farkas (1949), ruimtevaarder